# Adje Gerritse
Adrianus Wilhelmus Antonius Jacobus (Adje of Attie) Gerritse (Amsterdam, 4 juni 1908 – Amsterdam, 17 augustus 1979) was een Nederlands voetballer die als rechtsbuiten speelde.

## Loopbaan
Hij was zoon van Maria Francisca Puplikhuizen en Richardus Antonius Hubertus Gerritse. Adje (Attie) was tussen 1937 en 1946 getrouwd met Antje Post; na een echtscheiding hertrouwde hij in hetzelfde jaar met Gerarda Maria Johanna Weeling. Zijn archiefkaart meldt meerdere beroepen. 
Amsterdammer Gerritse maakte in juli 1928 de overstap van Blauw Wit naar HVV 't Gooi. In maart 1929 werd hij samen met ploeggenoot Wim van Dolder geselecteerd voor het Nederlands elftal. Enkele maanden later keerde Gerritse terug naar Blauw Wit. Hij zou later nog uitkomen voor AFC TABA en Alcmaria Victrix alvorens hij zijn spelersloopbaan afsloot bij AFC TABA.

## Interlandcarrière

### Nederland
Op 17 maart 1929 debuteerde Gerritse voor Nederland in een vriendschappelijke wedstrijd tegen Zwitserland (3 – 2 overwinning).
| Interlands van Adje Gerritse voor Nederland | Interlands van Adje Gerritse voor Nederland | Interlands van Adje Gerritse voor Nederland | Interlands van Adje Gerritse voor Nederland | Interlands van Adje Gerritse voor Nederland | Interlands van Adje Gerritse voor Nederland |
| №                                           | Datum                                       | Wedstrijd                                   | Uitslag                                     | Soort Wedstrijd                             | Doelpunten                                  |
| Als speler bij HVV 't Gooi                  | Als speler bij HVV 't Gooi                  | Als speler bij HVV 't Gooi                  | Als speler bij HVV 't Gooi                  | Als speler bij HVV 't Gooi                  | Als speler bij HVV 't Gooi                  |
| ------------------------------------------- | ------------------------------------------- | ------------------------------------------- | ------------------------------------------- | ------------------------------------------- | ------------------------------------------- |
| 1.                                          | 17 maart 1929                               | Nederland – Zwitserland                     | 3 – 2                                       | Vriendschappelijk                           | 0                                           |